# Le Quepa sur la vilni !
Pour plus de détails, voir Fiche technique et Distribution.
Le Quepa sur la vilni ! est un moyen métrage français réalisé par Yann Le Quellec présenté à la Quinzaine des réalisateurs du festival de Cannes 2013 et sorti en salles en février 2014.

## Synopsis
Lorsqu'un facteur à la retraite se voit proposer par son maire une mission particulière, à savoir parcourir les villages alentours afin de d'informer le public de l'ouverture du cinéma du village. 
Avec quelques jeunes et une ancienne gloire du cyclisme national comme fil rouge de ce moyen-métrage, nos compères vont aller de surprises en surprises, dans des paysages sauvages et magnifiques.

## Distribution
- Bernard Ménez : André
- Maxime Dambrin : Bernard
- Finnegan Oldfield : Tarzan
- Alix Bénézech : Jeanne
- Pauline Bayle : Gloria
- Gauthier Jeanbart : Stan
- Damien Jouillerot : Momo
- Catherine Le Quellec : Asticot
- Christophe Bevilacqua : le maire de Noère
- Yves Pauc : Sancho
- Romeu Runa : le maire de Folque
- Bernard Hinault : lui-même
- Cornélius Bluc : l'homme-oiseau
- les habitants des villages de Massac, Coustouges et Embres-et-Castelmaure ont participé au tournage en tant que figurants bénévoles.

## Tournage
Le film a été tourné dans le massif des Corbières et dans les villages de Massac, Coustouge et Embres-et-Castelmaure.

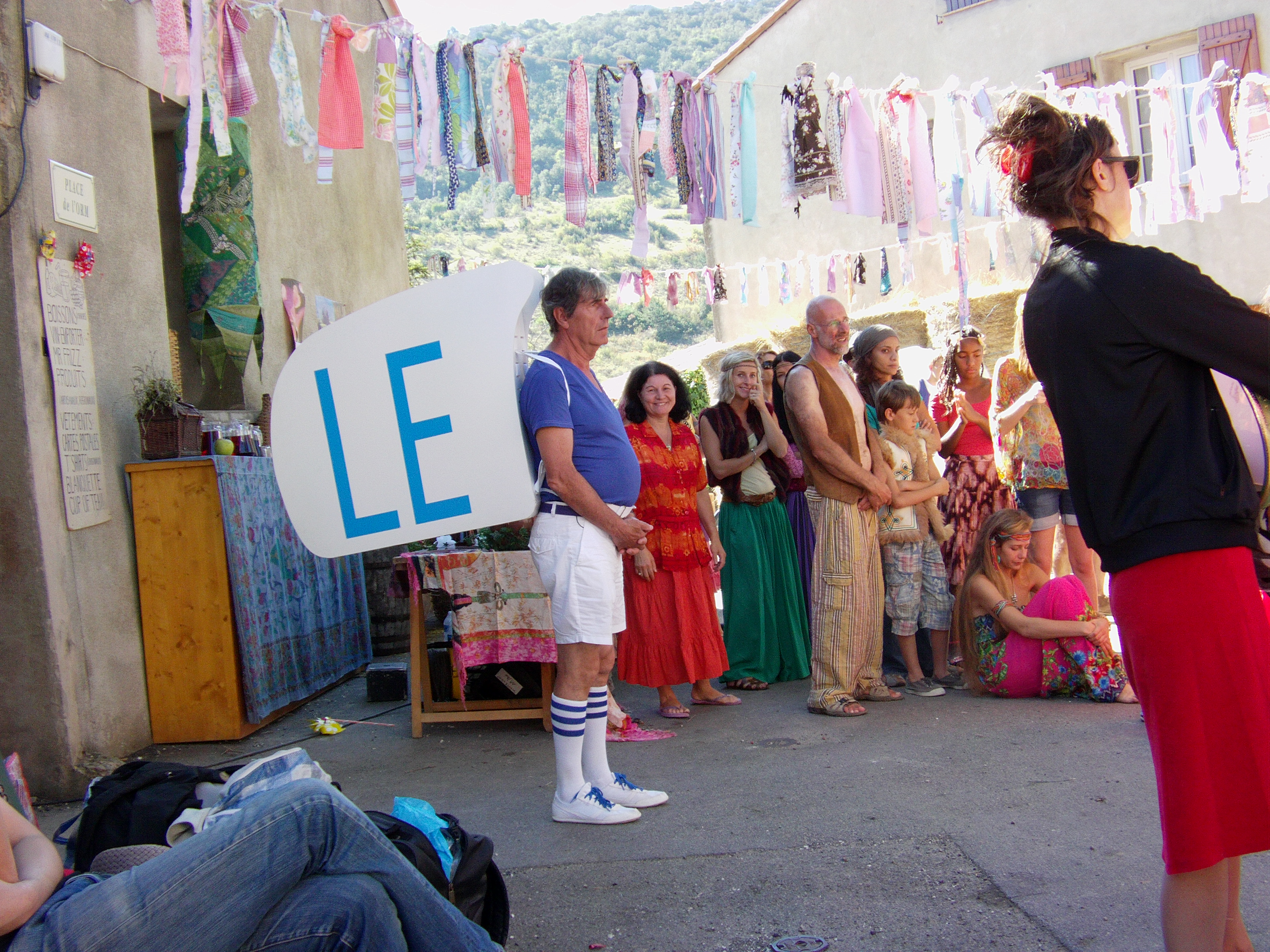

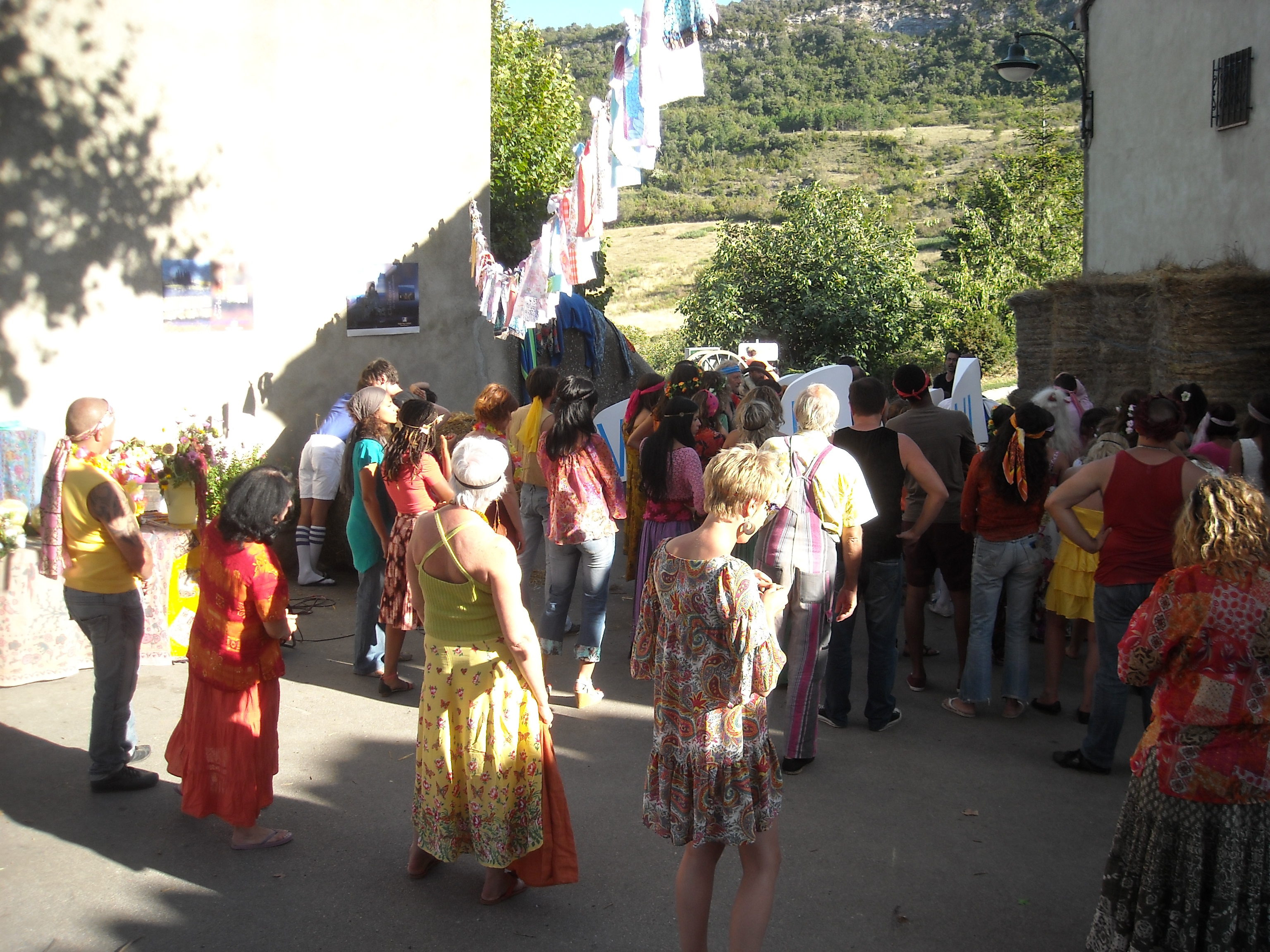

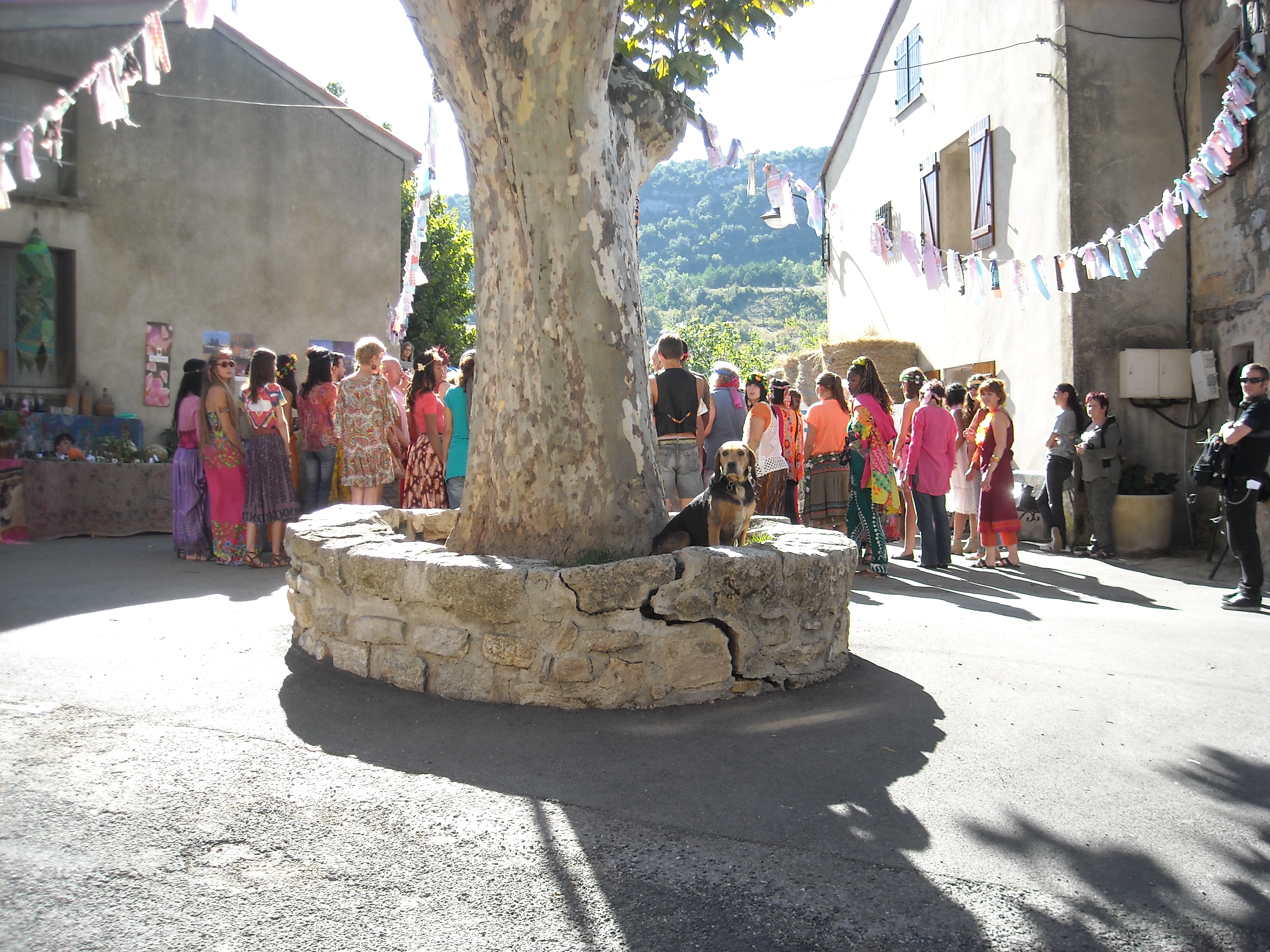

## Distinctions
- 2013 : Prix Jean-Vigo du court métrage